# Инге II
Инге II Бордсон (на старонорвежки: Ingi Bárðarson; на норвежки: Inge Bårdsson) е крал на Норвегия от 1204 до 1217 г.

## Биография
Като племенник на Свере Сигурдсон (неговата майка Сесилия Сигурдсдатер е сестра на Свере Сигурдсон), той застава начело на партията на биркебайнерите (брезевокраките) след смъртта на малкия Гуторм Сигурдсон и е издигнат от тях за крал. При него най-после е сложен край на продължилата близо столетие гражданска война в Норвегия.
През 1206 г. Инге Бордсон взема под своя закрила малолетния Хокон IV Хоконсон, който именно и го наследява след неговата смърт и бива еднакво признат както от биркебайнерите, така и от партията на баглерите.

## Потомство
Инге II не е сключвал брак, но има данни, че негова наложница на име Гирит му е родила незаконен син Гуторм Ингесон, роден около 1205/1206 и починал около 1223 г.